# Oravský Podzámok
Oravský Podzámok (bis 1927 ohne Namenszusatz slowakisch „Podzámok“; deutsch Unterschloss – seltener Arwa, ungarisch Árvaváralja) ist eine Gemeinde in der Nordslowakei in der Landschaft Orava mit 1928 Einwohnern (Stand 31. Dezember 2024), die zum Okres Dolný Kubín im Žilinský kraj gehört.

## Geographie

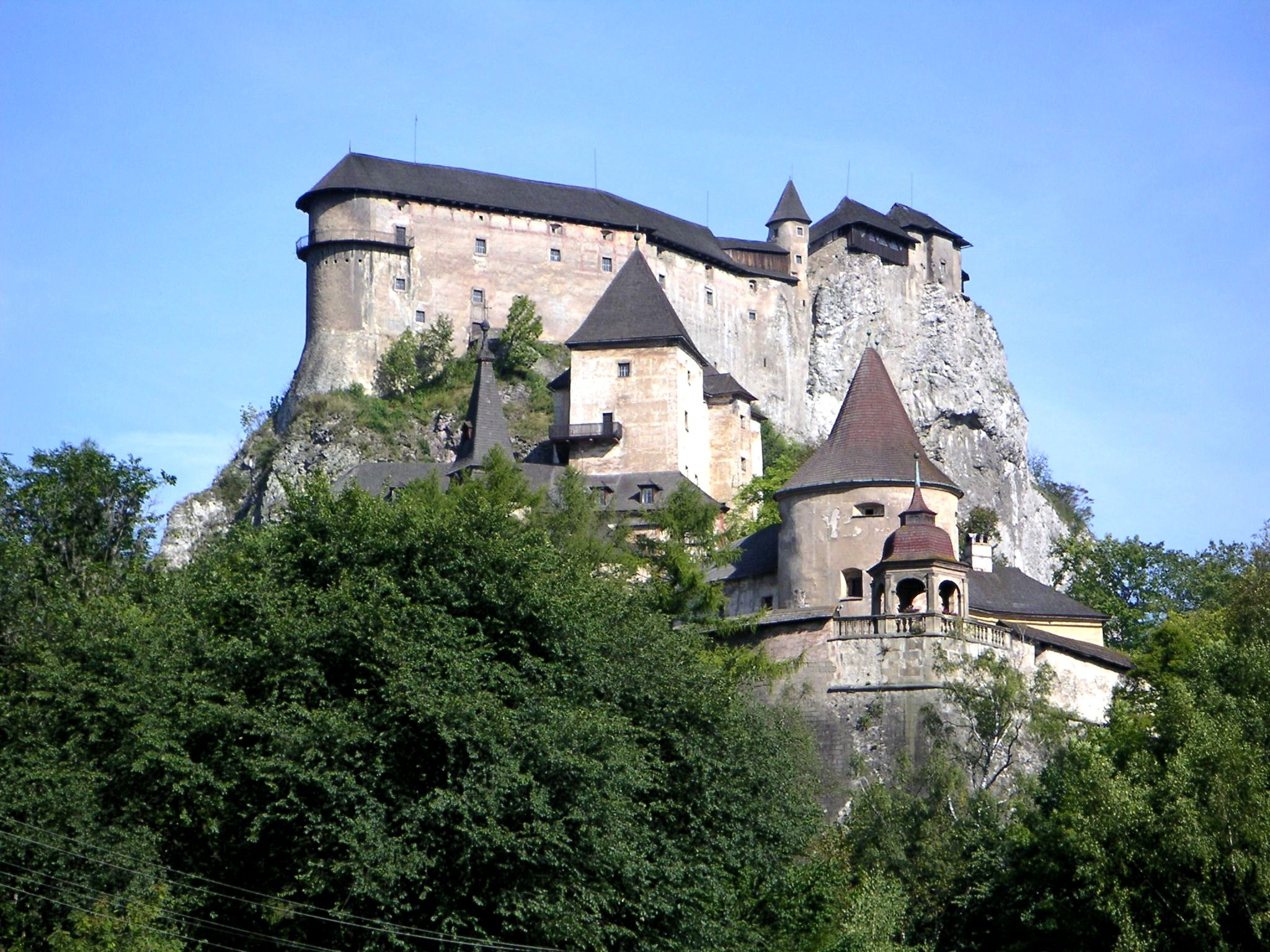
Arwaburg

Die Gemeinde befindet sich im Tal der Orava, als der Fluss den rechtsseitigen Bach Račová aufnimmt, zwischen den Bergmassiven der Oravská Magura und der Oravská vrchovina. Das Ortszentrum liegt auf einer Höhe von 511 m n.m. und ist 11 Kilometer von Dolný Kubín und 29 Kilometer von der polnischen Grenze bei Trstená entfernt.
Zur Gemeinde zählen auch noch die Orte Široká und Dolná Lehota (1974 eingemeindet).
Nachbargemeinden sind Hruštín im Norden, Babín im Nordosten, Horná Lehota im Osten, Pribiš im Südosten, Medzibrodie nad Oravou im Süden und Dolný Kubín (Stadtteile Kňažia und Mokradská Huta) im Südwesten, Westen und Nordwesten.

## Geschichte

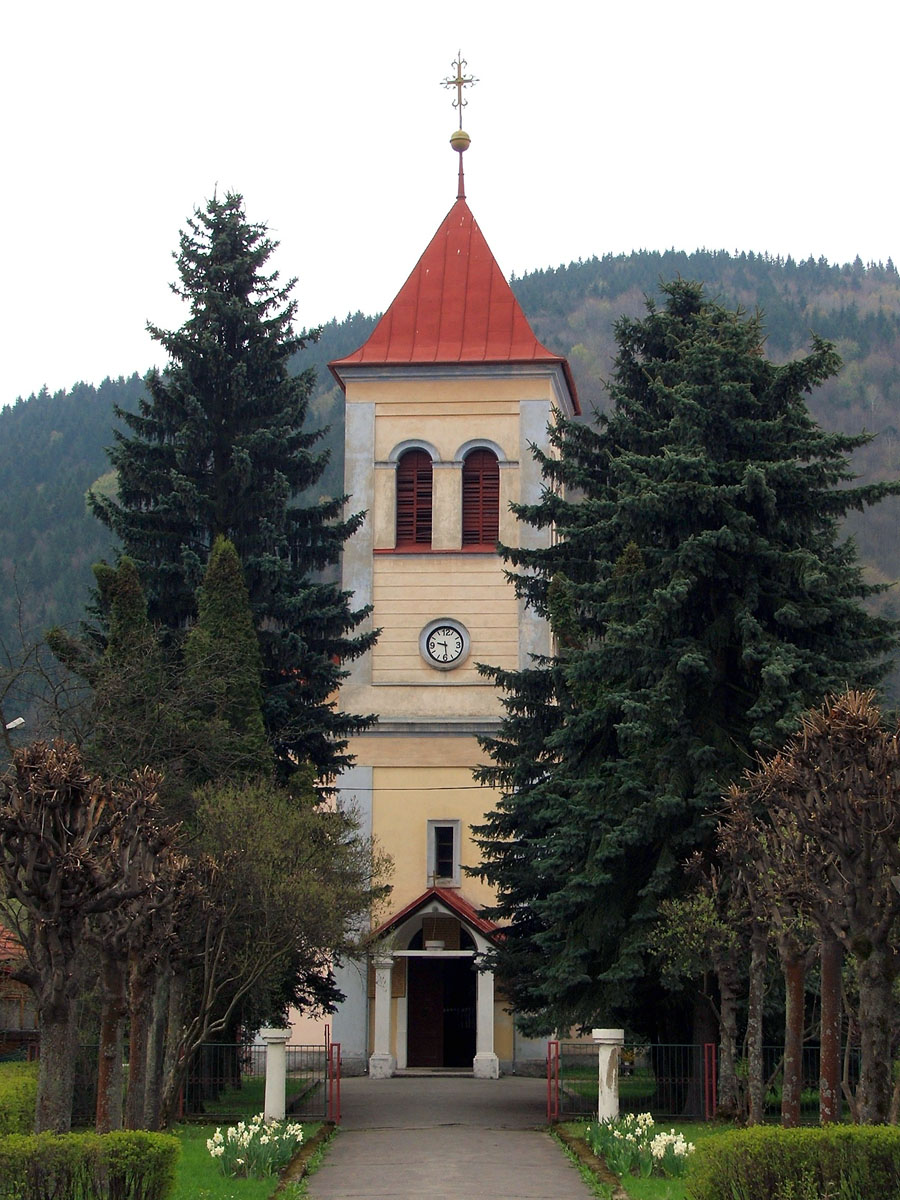
Kirche im Ort

Unterhalb der heutigen Burg gab es eine Grabstätte der Lausitzer Kultur, auf dem Burghof eine Siedlung der Puchauer Kultur.
Die auf einer Felsenklippe über dem Fluss Orava gelegene Arwaburg entstand gegen Mitte des 13. Jahrhunderts, ein Ort unterhalb der Burg entwickelte sich erst in der zweiten Hälfte des 16. Jahrhunderts aus dem einstigen Meierhof und wurde zum ersten Mal 1559 erwähnt. Hier wohnten Burgdiener, Beamte und später Angestellte des sog. Arwaer Gemeinbesitzes. Die Burgherrschaft zog 1797 in den Ort um. 1828 zählte man 65 Häuser und 423 Einwohner.
Bis 1918 gehörte der im Komitat Arwa liegende Ort zum Königreich Ungarn und kam danach zur Tschechoslowakei beziehungsweise heute Slowakei.

## Bevölkerung
| Jahr                | 1994 | 2004    | 2014    | 2024    |
| ------------------- | ---- | ------- | ------- | ------- |
| Anzahl der Personen | 1275 | 1319    | 1318    | 1354    |
| Unterschied         |      | +3,45 % | −0,07 % | +2,73 % |

| Jahr                | 2023 | 2024    |
| ------------------- | ---- | ------- |
| Anzahl der Personen | 1344 | 1354    |
| Unterschied         |      | +0,74 % |

Nach der Volkszählung 2011 wohnten in Oravský Podzámok 1309 Einwohner, davon 1265 Slowaken, drei Serben, jeweils zwei Polen und Tschechen sowie jeweils ein Kroate, Mährer und Ukrainer. Ein Einwohner gab eine andere Ethnie an und 33 Einwohner machten keine Angabe zur Ethnie.
1150 Einwohner bekannten sich zur römisch-katholischen Kirche, 12 Einwohner zur Evangelischen Kirche A. B., drei Einwohner zu den christlichen Gemeinden sowie jeweils ein Einwohner zur Bahai-Religion, zur altkatholischen Kirche, zur apostolischen Kirche, zur orthodoxen Kirche und zur reformierten Kirche. Ein Einwohner bekannte sich zu einer anderen Konfession, 60 Einwohner waren konfessionslos und bei 78 Einwohnern wurde die Konfession nicht ermittelt.

## Bauwerke und Denkmäler

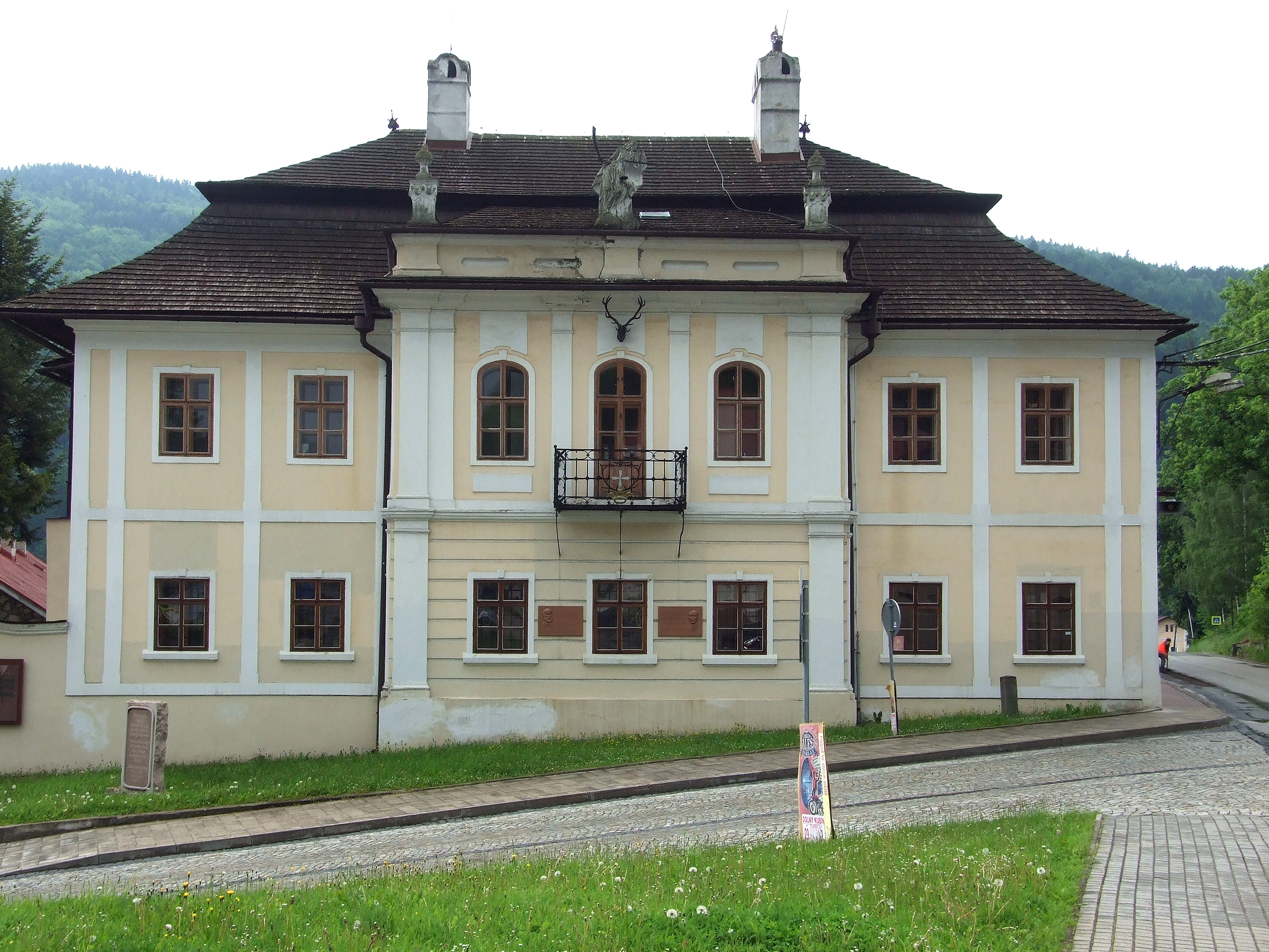
Gebäude der alten Präfektur

Die größte Sehenswürdigkeit von Oravský Podzámok ist die Arwaburg. Neben der Burg steht im Ort auch eine römisch-katholische Nepomukkirche im Stil des Empire aus dem frühen 19. Jahrhundert, altes Postgebäude, ein Renaissance-Verwaltungsgebäude sowie das Gebäude der alten Präfektur aus dem Jahr 1797.

## Wirtschaft
Im Ortsteil Široká befindet sich ein Werk des Ferrolegierungsunternehmens OFZ, a. s. (kurz für Oravské ferozliatinárske závody).

## Verkehr
Durch Oravský Podzámok verläuft die Cesta I. triedy 59 auf dem Weg von Ružomberok zur polnischen Grenze bei Trstená, mit der abzweigenden Cesta I. triedy 78 Richtung Námestovo und zur polnischen Grenze bei Oravská Polhora. Seit 2007 ist eine zweispurige Ortsumgehung im Zuge der Schnellstraße R3 (E 77) in Betrieb.
Der Ort hat einen Bahnhof (Oravský Podzámok) und eine Haltestelle (Oravský Podzámok zastávka) an der Bahnstrecke Kraľovany–Suchá Hora.

## Persönlichkeiten
- Ján Sinapius-Horčička (1625–1682), slowakischer Humanist und Theologe